# Palača patriarhata, Bukarešta
Palača  patriarhata (romunsko Palatul Patriarhiei), prej Palača poslanske zbornice (romunsko Palatul Camerei Deputaţilor), ki je bila v komunističnem režimu znana tudi kot Palača Velikega narodnega zbora (Palatul Marii Adunări Naţionale), je stavba v Bukarešti v Romuniji. Stoji na vzpetini Dealul Mitropoliei. Bila je sedež več zaporednih romunskih zakonodajnih teles: skupščine poslancev v kraljevini Romuniji, nato velike narodne skupščine v komunistični dobi in po romunski revoluciji leta 1989 poslanske zbornice. Leta 1997 je pripadla patriarhatu romunske pravoslavne cerkve.

## Zgodovina
Najzgodnejši podatki o vzpetini, na kateri naj bi bila palača zgrajena, so iz okoli leta 1650.[1] Takrat je Dealul Mitropoliei, kasneje Dealul Patriarhiei, pokrivala vinska trta, ki je bila v lasti deželnih vojvod in pripadnikov metropolitanskih menihov. Zamisel o postavitvi sedeža zakonodajne oblasti sredi verskega kompleksa ni bila zgolj naključje, temveč je imela svoje korenine v takratnih navadah. Po njih je bil uradno metropolit predsednik bojarjev, edinih državljanov z volilno pravico, ki so se sestajali na uradnih sejah. Poleg tega je moral biti tu sedež zakonodajne oblasti, ker po tradiciji metropolit ni smel zapustiti svojega prebivališča. Zato so organizirali zakonodajna srečanja v metropoliji tako, da se je del meniških celic preoblikoval v prostore za uradne zakonodajne seje.
Leta 1881 je bila stara stavba, v kateri je bil nastanjen knežji divan, popravljena in prenovljena. Strukturi, ki je nastala iz spremenjenih samostanskih celic, je bil dodan avditorij, ki je podoben berlinskemu Reichstagu. Bil je  velik, lepo urejen, prostoren in je imel dve vrsti zasebnih lož in galerijo. Poslanci so se sestajali v dvorani, v kateri so sedeli v polkrogu; pred njimi je bil govorniški oder, na desni strani pa je bila ministrska klop.
Stavba je bila odprta za javnost samo v urah, ko zakonodajni zbor ni zasedal in po sporazumu s  tamkajšnjim uradnikom. Romunski državljani so se lahko udeleževali zakonodajnih zasedanj le, če je podpredsednik podpisal vstop; tujci so potrebovali podpis veleposlaništva svoje države.
Leta 1907 je nekdanjo stavbo knežjega divana zamenjala današnja palača. Arhitekt je bil Dimitrie Maimarolu.

## Opis
Pročelje v neoklasicističnem slogu je dolgo 80 m. Veličastno pritličje obvladuje srednji del fasade, vhodno območje, ki ima peristil s šestimi jonskimi stebri, štirimi v centru, združenimi v pare. Kupola je podobno kot pri Athenaeumu nad avditorijem, je dvignjena, opremljena z okni, na vrhu pa je orel; ta oblika sestavlja osrednjo os palače. Glavna fasada ima dve stranski krili, arhitekturno podrejeni vhodu.
Stransko pročelje na severovzhodu je simetrično in v slogu, kar mu daje izjemen položaj. Na dveh ravneh so okrašeni  pilastri, ki poudarjajo fasado.
Z ulice Združenih narodov je mogoče opaziti štiri ravni palače. Prva ima videz ogromne podlage in je izdelana iz kamna, druga je močno izklesana, nad tem je raven, skozi katero se vstopi v glavno fasado iz stolnice.